# Toau
Toau, també anomenat Pakuria o Taha-a-titi, és un atol de les Tuamotu, a la Polinèsia Francesa, inclòs a la comuna de Fakarava. Està situat a l'oest de l'arxipèlag, davant del canal del nord de Fakarava. Des de 1977 és un dels set atols del municipi de Fakarava classificats com a Reserva de la Biosfera per la UNESCO.

## Geografia
La superfície terrestre és de 9 km². L'atol disposa de dos passos a la llacuna interior, de 561 km², i de platges de sorra.
| Apataki 27 km | Manihi 145 km | Aratika 49 km  |
| Kaukura 29 km |               | Kauehi 65 km   |
| Niau 29 km    |               | Fakarava 15 km |

El 2017 tenia una població de 17 habitants. La vila principal és Maragai. Els habitants són esporàdics i provenen de la veïna Fakarava per pescar i recol·lectar copra. Últimament també hi ha visitants ocasionals per la pràctica del submarinisme. No disposa d'infraestructures.

## Història
El primer europeu a visitar Toau va ser l'anglès James Cook, el 1774.